# گمینا ویتکووو
گمینا ویتکووو (به لهستانی:  Gmina Witkowo) یک گمینا در لهستان است که در شهرستان گنگزنو واقع شده‌است. گمینا ویتکووو ۱۸۴٫۴ کیلومتر مربع مساحت و ۱۳٬۴۴۶ نفر جمعیت دارد.